# MetLife Building
A MetLife Building (régebben Pan Am Building) egy felhőkarcoló New Yorkban.

## Története
A Pan Am Building a világ legnagyobb irodaépületének számított 1963. március 7-én, amikor megnyitotta kapuit. Manhattan látképének fontos része, és az Amerikai Egyesült Államok legmagasabb felhőkarcolói közé tartozik.
Sok évig a Pan American World Airways légitársaság tulajdonában volt. A cég logója az északi és déli homlokzaton volt látható, az épület emblémája pedig a keleti és nyugati homlokzaton kapott helyet. 1981-ben a Metropolitan Life Insurance Company vette meg az épületet. Amikor a Pan Am csődbe ment 1991-ben, a MetLife eltávolította a cég logóját az északi és déli homlokzatról, és helyére saját emblémájukat tették.
2005-ben a MetLife 1,72 milliárd dollárért eladta az épületet, így a MetLife Building lett az USA addigi legdrágábban eladott irodaépülete. Az új tulajdonos a Tishman Spever Properties vegyesvállalata lett.
Az épület tetején lévő helikopter-leszállópályáról helikopter indult a John Fitzgerald Kennedy nemzetközi repülőtérre. Az út innen nyolc percig tartott a JFK repülőtérig. A szolgáltatást 1965 és 1968 között lehetett igénybe venni a New York Airways jóvoltából. 1977-ben a szolgáltatás újból beindult, de pár hónap múlva megszűnt a járat, mivel ebben az évben, május 16-án egy baleset következtében 5 ember meghalt.
Az épület két híres „lakója” Lois és Clark, két vándorsólyom.

## Építészet

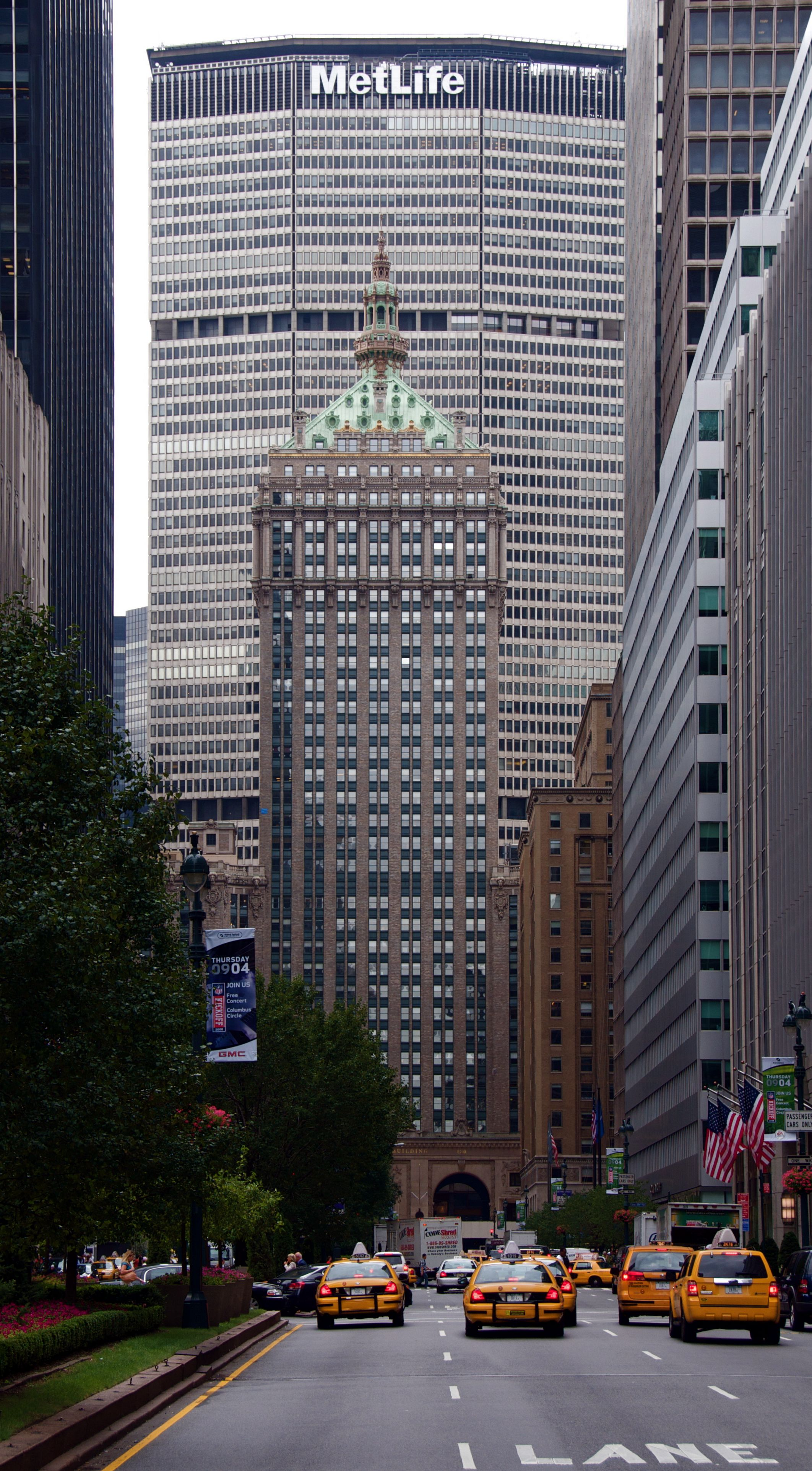
Az épület a Park Avenue felől, előtte a Helmsley Building látható

A brutalista, vagy nemzetközi stílusú felhőkarcolót Emery Roth és Fiai tervezték Walter Gropius és Pietro Belluschi közreműködésével. A hatalmas emeletekkel rendelkező, ormótlan, oktagonális alaprajzú épületből hiányzik a külső, illetve belső díszítés. Annak ellenére, hogy sok kritikus és New York-i nem szereti, nagy népszerűségnek örvend a bérlői között, és nem csak azért, mert a Grand Central Terminal közelében található.
A MetLife Building vitathatóan az egyik legutáltabb felhőkarcoló a városban. 1987-ben a New York magazin egyik cikkében egy rajz jelent meg az épületről, amint épp lerombolják. A kép fölötti szalagcím a következő volt: "The Buildings New Yorkers Love to Hate" (Az épületek, amiket a New York-iak imádnak utálni). 
Az utálat talán onnan ered, hogy a felhőkarcoló rendkívül szembeötlő. A Grand Central Terminal mögött fekszik, teljesen kimagaslik és elüt az őt körülvevő épületektől, elsősorban a New York Central Buildingtől (ma Helmsley Building). Jelenleg a város egyik legjobban felismerhető felhőkarcolója.
Ennek ellenére a 20. század legbefolyásosabb építészei dicsérik az épületet. Alakja hasonlít a milánói Pirelli Toronyéhoz. Elkülönítve sok kortársától, a MetLife Buildingnek egy nehéz, előre gyártott homlokzata van, ami valószínűleg a historizmus stílusirányzat felé hajlik. Ennek fontossága világossá válik, miután valaki jobban szemügyre veszi Gropius többi felhőkarcolóit, mint például a Tribune Towert Chicagóban.

## Statisztika
- Magasság: 246,3 méter
- Emeletek száma: 59
- Az emeletek területe: 307 000 m²

Forrás: emporis.com

## Az épület a modern kultúrában
Mint New York egyik szimbóluma, a MetLife Building számos filmben kapott szerepet. A Coogan blöffje című filmben a Clint Eastwood által formált főhős helikopterrel érkezik New Yorkba. A Godzilla amerikai változatában, az Angyalok Amerikában című filmben, az 1973-as James Bond-filmben, a Bohém élet, valamint a Z, a hangya című animációs moziban is látható.  A Kapj el, ha tudsz-ban fontos szerep játszik, mivel a főszereplő a Pan Am egyik pilótájának adja ki magát.
Az Adatrablók filmben visszatérő bakiként a helikopterről felvett jelenetekben a Pan Am logója, míg a földről forgatott képeken a MetLife emblémája látható az épületen.
A Bohém élet című filmben is köthető az épülethez egy baki. A történet 1989 és 1990 között játszódik, de az épületen az akkori Pan Am logó helyett a jelenlegi MetLife logó látható.
A Fantasztikus Négyes és az Ezüst Utazó filmben akkor látszik a MetLife Building, amikor Human Torch, vagyis Fáklya megpillantja az Ezüst Utazót, amint az épp a Chrysler Building ablakait töri szét.
A Grand Theft Auto IV-ben új nevet kapott: GetaLife Building.
A MetLife Buildingre utalás van Joni Mitchell egyik számában is.